# Трегубова Тетяна Олександрівна
Трегу́бова Тетя́на Олекса́ндрівна (нар. 1 грудня 1937, Запоріжжя) — український архітектор, фахівець з теорії і історії архітектури. Лауреат Державної премії України в галузі архітектури (2007).

## Біографія
1960 року закінчила Київський художній інститут. Кандидат архітектури (1973). Упродовж тривалого часу — провідний співробітник Науково-дослідного інституту теорії та історії архітектури і містобудування. Фахівець з історії архітектури України XVI–XIX століть. Низку досліджень присвячено історії та містобудівному значенню Київської фортеці.
Член редколегії, автор численних статей тому «Київ» Зводу пам'яток історії та культури України.

## Творчий доробок

### Виконані проєкти
- Державний історико-архітектурний заповідник у Львові (1970).
- Забудова центру Переяслава (1972).
- Зони охорони пам'яток архітектури Києва (1978).
- Генеральний план і проєкт центру Феодосії (1980).

### Книги, статті
Авторка понад 40 наукових праць, серед яких:
- Львів. Архітектурно-історичний нарис (1989, спільно з Романом Михом).
  - Історія українського мистецтва (видання)

## Відзнаки
- 2007 — Державна премія України в галузі архітектури (в групі) за участь у підготовці фундаментального видання «Історія української архітектури»[1].